# Arcuphantes hokkaidanus
Arcuphantes hokkaidanus là một loài nhện trong họ Linyphiidae.
Loài này thuộc chi Arcuphantes. Arcuphantes hokkaidanus được Kendo Saito miêu tả năm 1992.